# لويس كوستا
لويس كوستا (بالبرتغالية: Luis Costa‏) مواليد 7 يونيو 1978 في بنغيلا، أنغولا، هو لاعب كرة سلة أنغولي سابق. مثّل منتخب بلاده. شارك في دورة الألعاب الأولمبية الصيفية سنة 2008. حقق المركز الأول في بطولة أمم أفريقيا لكرة السلة 2007. لعب مع بالينينسيس لكرة السلة في البرتغال.

## الميداليات
| الميدالية | المسابقة                          |
| --------- | --------------------------------- |
| ذهبية     | بطولة أمم أفريقيا لكرة السلة 2007 |
| ذهبية     | بطولة أمم أفريقيا لكرة السلة 2009 |

## روابط خارجية
- لويس كوستا على موقع الاتحاد الدولي لكرة السلة (الإنجليزية)
- لويس كوستا على موقع كرة السلة الأوروبية.كوم (الإنجليزية)
- لويس كوستا على موقع ريلجم (الإنجليزية)
- لويس كوستا على موقع بروبوليرز (الإنجليزية)
- لويس كوستا على موقع سبورتس رفرنس (الإنجليزية)
- لويس كوستا على موقع أوليمبيديا (الإنجليزية)